# Al-Masjid al-Ḥarām
La Sacra Moschea della Mecca (Al-Masjid al-Ḥarām, in arabo المسجد الحرام‎?, chiamata anche "la Grande Moschea") è la più grande moschea del mondo e circonda il luogo più sacro dell'Islam, la kaba, nella città de La Mecca.

La struttura si estende su una superficie di 356.800 metri quadrati (35,68 ettari), tra cui gli spazi di preghiera all'aperto e al coperto, diventando così uno dei più grandi edifici religiosi al mondo per superficie.

Di essa fanno parte la Kaʿba - il manufatto che i musulmani considerano il più sacro al mondo e verso il quale si rivolgono per la Ṣalāt (preghiera canonica) - il pozzo di Zemzem, il Maqam Ibrahim e le due sopraelevazioni (un tempo collinette) di Ṣafā e Marwa, che il pellegrino percorre sette volte nel Sa'y durante la ʿUmra.

L'intero maṭāf, il pavimento sul quale si effettua la circumambulazione in senso antiorario (ṭawāf), è interamente lastricato e fruisce di un impianto di condizionamento, utile ad evitare il suo surriscaldamento e il suo raffreddamento.

L'area sacra o spianata sacra è nota anche come Harām o Harām Sharīf.

Includendo anche gli spazi di preghiera esterni, la struttura comprende un'area di 356.800 m² e può ospitare fino a 820.000 fedeli durante il Hajj.